# سوزان باول
سوزان باول (بالإنجليزية: Susan Paul)‏ هي كاتِبة أمريكية، ولدت في 1809 في بوسطن في الولايات المتحدة، وتوفي بنفس المكان في 1841.